# Motorhead (gra komputerowa)
Motorhead – wyścigowa gra komputerowa wyprodukowana w roku 1998 przez DICE na konsolę PlayStation i komputery z systemem Microsoft Windows, dostępna także w PlayStation Network.
Trasy wyścigów umiejscowione są w futurystycznych terenach zurbanizowanych i zindustrializowanych. Dostępne dla gracza auta przypominają obecnie istniejące samochody sportowe, które zachowują. Twórcą ścieżki dźwiękowej do gry jest Olof Gustafsson.
Silnik gry jest w stanie generować efekty wizualne bez potrzeby posiadania akceleratora 3D. DICE stworzyło silnik od podstaw. Wykorzystano go później w grze S40 Racing – produkcji freeware promującej samochody marki Volvo.
Gra była nominowana do nagrody BAFTA Interactive w październiku 1998. Sprzedała się w liczbie ponad miliona egzemplarzy.
DICE w grudniu 2000 zapowiedziało kontynuację gry na konsolę PlayStation 2, lecz dwa lata później projekt został anulowany.